# 금 해금
금해금(金解禁)은 금의 해외유출(금 유출)을 막기 위해 금지하고 있던 금 수출을 다시 허용하고 금의 수출입을 자유화 하여 금본위제로 복귀하는 것을 말한다. 제1차대전후 미국, 독일, 영국 등이 금 해금을 단행하고 금본위제로 복귀했다.